# 18-я особая зенитная ракетная дивизия
18-я особая зенитная ракетная дивизия (18-я озрд) — соединение войск ПВО Вооружённых Сил СССР в период арабо-израильского конфликта 1969—1972. 

## История соединения

### Предпосылки создания
В ходе Войны на истощение, начавшейся осенью 1967 года, руководство Египта столкнулось с серьёзной угрозой со стороны ВВС Израиля. К концу 1969 года в результате постоянных воздушных ударов ПВО Египта фактически перестала существовать и не могла обеспечить безопасность важных государственных и военных объектов.
В декабре 1969 года президент Египта Гамаль Абдель Насер лично прибыл в Москву, где провёл переговоры с Л.И. Брежневым и А.Н. Косыгиным. Основной просьбой Насера была  отправка советских воинских частей для организации противовоздушной обороны Египта. Руководство СССР решило удовлетворить просьбу. В том же месяце Генеральный штаб ВС СССР и Главный штаб Войск ПВО разработали и представили руководству план операции "Кавказ". Согласно плану предполагалось разместить на территории Египта группировку советских войск численно соответствовавшую одному корпусу ПВО (32 000 человек), которая должна была противостоять ВВС Израиля. План был утверждён и началось формирование группировки войск.

Организационно сформированная группировка состояла из следующих формирований:
- Авиационная группа 
  - 35-я отдельная истребительная авиационная эскадрилья – 30 МиГ-21МФ
  - 135-й истребительный авиационный полк – 40 МиГ-21МФ
  - 63-й отдельный авиационный отряд – 2 МиГ-25Р, 2 МиГ-25РБ
- формирования зенитных ракетных войск
  - 18-я особая зенитная ракетная дивизия
- Военно-морская группа
  - Боевые корабли и суда от 5-й Средиземноморской оперативной эскадры
  - 90-я отдельная дальне-разведывательная авиационная эскадрилья особого назначения (90-я одраэ ОН) - 6 Ту-16Р, 3 Ан-12РР, 3 Бе-12.
- Группа РЭБ
  - Отдельный Центр РЭБ
  - 513-й отдельный батальон помех коротковолновой радиосвязи
  - отдельная рота помех УКВ радиосвязи

### Формирование соединения
Управление соединения формировалось в декабре 1969 года в Днепропетровске, на базе управления 11-й дивизии ПВО 8-й отдельной армии ПВО.

Для соответствия организационно-штатной структуре ВС Египта, сформированные полки, входящие в состав дивизии, были переформированы в бригады. 

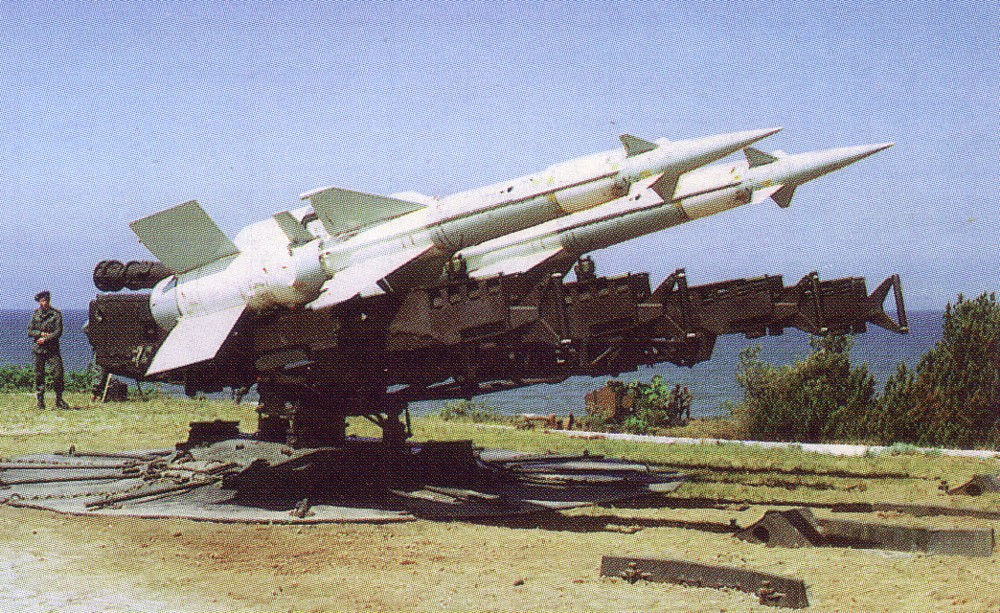
ЗРК С-125 "Нева"

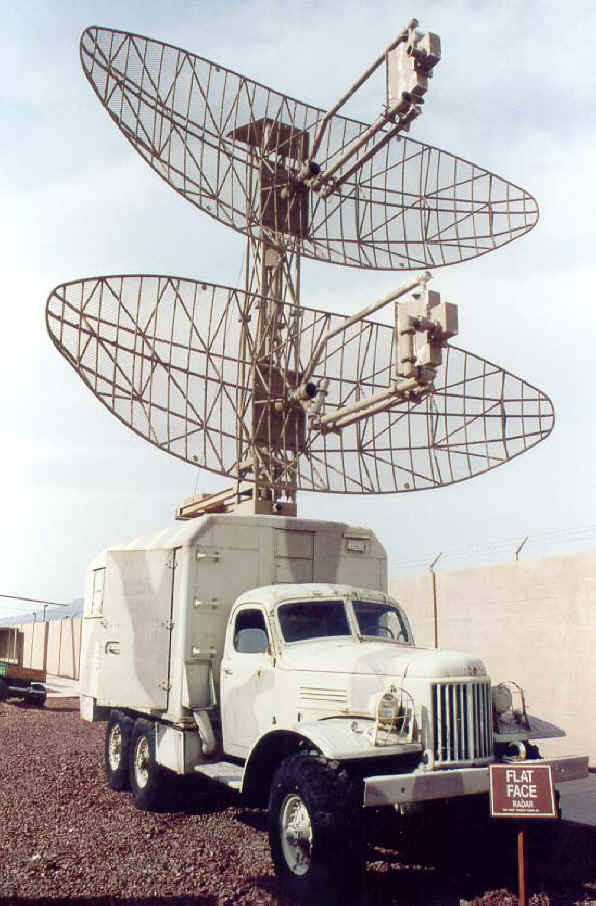
Станция разведки целей П-15

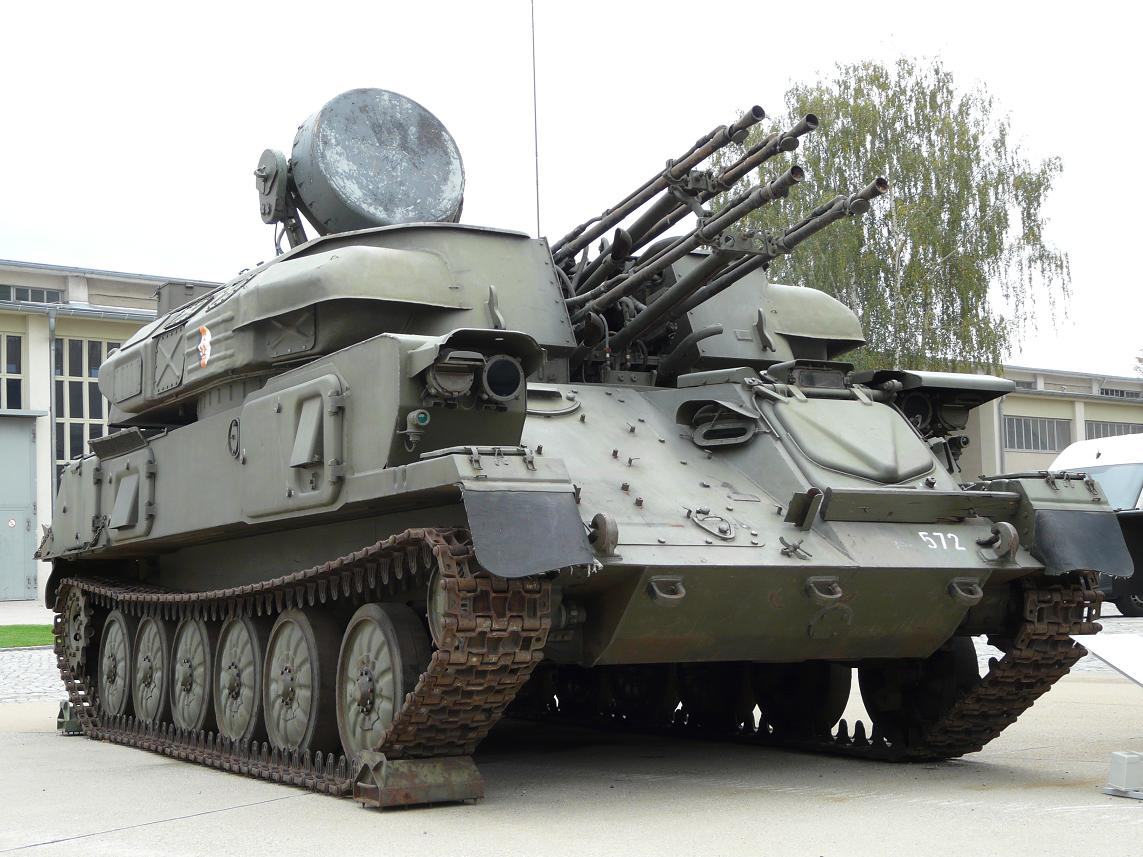
ЗСУ-23-4 "Шилка"

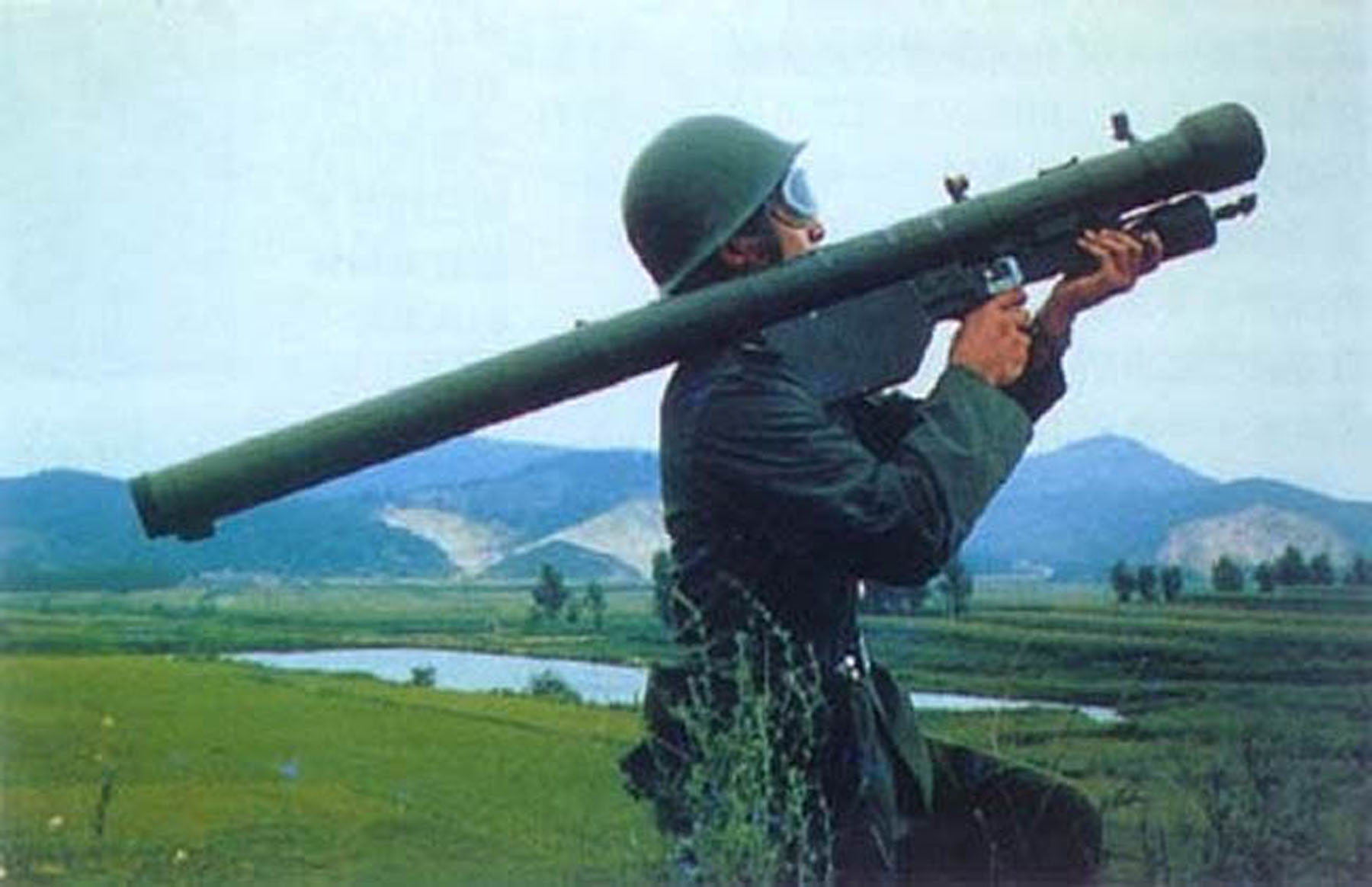
ПЗРК "Стрела-2"

Для комплектования частей дивизии были привлечены следующие воинские части:
- 86-я зенитная ракетная бригада (86-я зрбр) - первоначально создан как 559-й зенитный акетный полк (559-й зрп). Формировался на базе частей Московского округа ПВО. Имела в составе 6 зенитных ракетных дивизионов (зрдн) и технический дивизион (тдн).
- 87-я зрбр - первоначально 582-й зрп. Формировался на базе частей 2-й отдельной армии ПВО. В составе - 6 зрдн и тдн.
- 85-я зрбр - первоначально 564-й зрп. Формировался на базе частей 6-й отдельной армии ПВО. В составе - 6 зрдн и тдн
- 4-я зрбр - формировалась на базе 10-й ОА ПВО и 8-й ОА ПВО ).  В составе - 5 зрдн и техническая батарея.
- 8-й отдельный зенитный ракетный дивизион (8-й озрдн) - а также приданная ему техническая батарея формировались в Бакинском округе ПВО. До прибытия в Египет входил в состав 85-й зрбр.
- 1058-й отдельный зенитный ракетный дивизион (1058-й озрдн) - сформирован на базе 11-й дивизии ПВО и прибыл в Египет позже остальных частей 28 мая 1970 года.

В последующем, после передислокации в Египет, 4-я зрбр была сокращена до одного зрдн, и за счёт этого количество дивизионов в остальных бригадах было увеличено с 6 до 8.

Состав зенитного ракетного дивизиона (зрдн) включал:
- управление дивизиона
- стартовая батарея - 4 пусковые сдвоенные установки  ЗРК С-125 "Нева"
- радиотехническое отделение - станция разведки целей П-15.
- зенитный артиллерийский взвод - 4 ЗСУ «Шилка»
- зенитно-ракетное отделение - 2 ПЗРК «Стрела-2»
- отделение связи
- хозяйственное отделение
- медицинский пункт дивизиона.

Зенитно-артиллерийские взвода на ЗСУ «Шилка», которые не имелись на вооружении войск ПВО, были откомандированы с экипажами из состава мотострелковых и танковых полков, дислоцированных в КВО и ПрикВО. В конце февраля для них на полигоне ПрикВО под Ровно, были проведены занятия по боевому слаживанию.
Приказом министра обороны СССР от 13 января 1970 года было сформировано соединение, получившее официальное название 18-я особая зенитно-ракетная дивизия. Общая численность личного состава была около 10 000 человек. 

Дивизия состояла из 24 зрдн, сведённых в 3 зрбр, и имела на вооружении 96 пусковых установок С-125, 96 ЗСУ-23-4 и 48 пусковых установок Стрела-2. 

К концу 1970 года 18-я озрд была переименована в 28-ю озрд.

### Переброска и дислокация соединения
В феврале 1970 года сформированная 18-я озрд была погружена в порту г. Николаев Украинской ССР на 16 гражданских грузовых судов Министерства морского флота СССР.

1 марта караван с судами отправился в Египет. Официально военная техника, загруженная в трюмы, была оформлена как сельскохозяйственная техника. Личный состав дивизии был одет в гражданскую одежду и оформлен как туристы и спортсмены.

В период от 4 до 8 марта все корабли вошли на разгрузку в порт Александрии.

В период с середины марта по начало апреля все дивизионы заступили на боевое дежурство.
 

1058-й озрдн прибыл в Египет 28 мая и заступил на боевое дежурство 31 мая 1970 года.

Пунктами дислокации соединения 18-й озрд были выбраны:
- 86-я зрбр - авиабаза Кайро-Вест (англ. Cairo West Air Base) на западной окраине Каира.
- 87-я зрбр - авиабаза Иншас (англ. Inshas Air Base) в 40-50 км от Каира на северо-восток.
- 85-я зрбр - Гиза. Прикрывала Каир с восточной стороны
- 4-я зрбр - н.п. Эль-Амрия южнее Александрии. Выполняла задачу по прикрытию военно-морской базы "Александрия" и близлежащих военных аэродромов.
- 8-й озрдн - н.п. Сахара возле Асуанской плотины. Прикрывал Асуанскую плотину и аэродром вблизи него.
- 1058-й озрдн - г. Мерса-Матрух в 240 километрах западнее Александрии. Прикрывал военно-морскую базу и аэродром базирования 90-й одраэ ОН.

В конце марта 1971 года 8-й озрдн был передислоцирован на авиабазу Каир-Вест в связи с его заменой на позициях прибывшей из состава ПрикВО зенитной ракетной бригадой ЗРК "Квадрат", сформированной на базе 102-го зенитно-ракетного полка 128-й гвардейской мотострелковой дивизии из г. Свалява.

### Боевая деятельность соединения

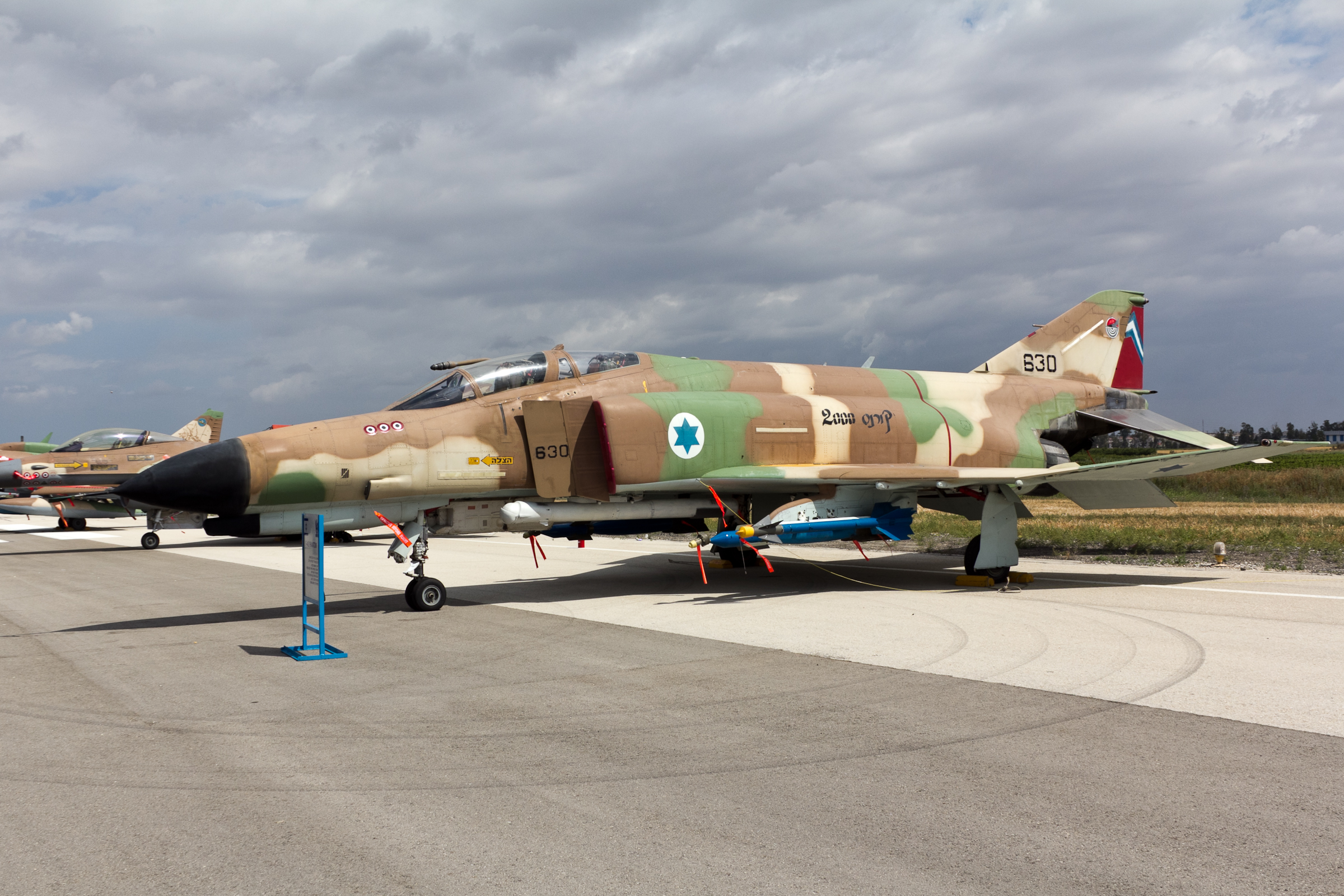
F-4 Phantom II
ВВС Израиля

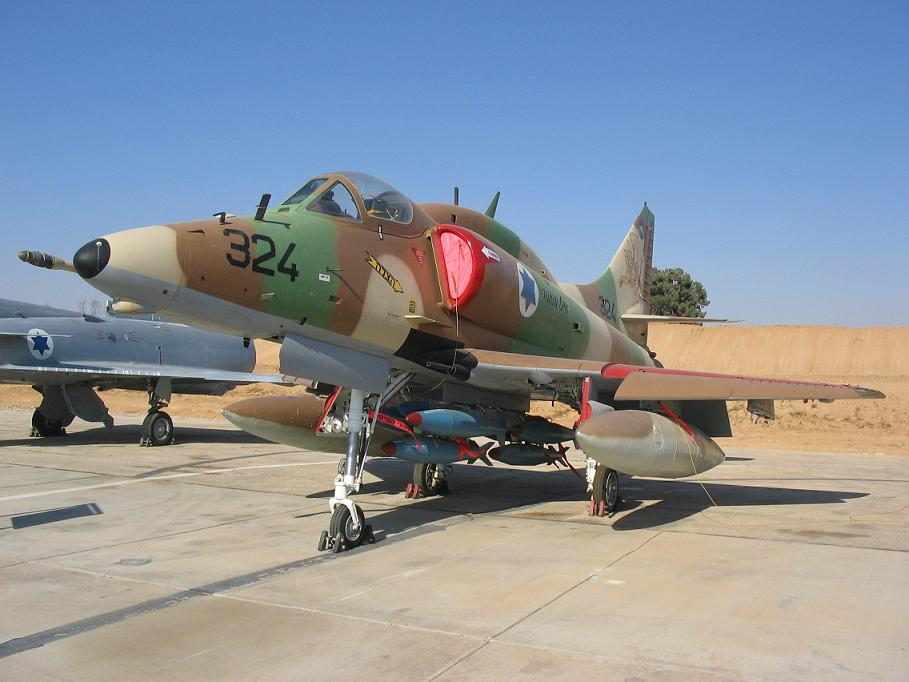
A-4 Skyhawk
ВВС Израиля

Части 18-й озрд непосредственно вели боевые действия в период с 30 июня по 3 августа 1970 года. Именно в этот период ВВС Израиля предпринимали неоднократные попытки по уничтожению системы ПВО Египта в ходе Войны на истощение.
В результате действий советских зенитчиков ВВС Израиля понесли следующие потери:
- 30 июня — были уничтожены 2 F-4 Phantom II.
- 5 июля — уничтожен 1 F-4 Phantom II.
- 18 июля — уничтожены 4 F-4 Phantom II.
- 3 августа — уничтожены 1 A-4 Skyhawk и 1 F-4 Phantom II

Повреждёнными считались 3 самолёта ВВС Израиля.

### Потери соединения
За время пребывания в Египте 18-я озрд безвозвратно потеряла 12 человек:
- 3 военнослужащих погибли в результате несчастного случая;
- 1 военнослужащий умер от болезни;
- 8 военнослужащих погибли в ходе боёв.

В полдень 18 июля 1970 года по позиции 5-го зрдн 87-й зрбр был совершён бомбовый удар израильским F-4 Phantom II.
К моменту нападения в ходе ответного огня на предыдущие атаки израильской авиации 5-й зрдн израсходовал 6 ракет на 4 сдвоенных пусковых установках. В резерве оставались только две ракеты. Согласно Боевому Уставу Войск ПВО, командир дивизиона отдал приказ на перезарядку пусковых установок. В процессе перезарядки пусковой установки израильский самолёт, зашедший на позиции дивизиона с тыла на малой высоте, сбросил на позиции дивизиона бомбы. В результате взрыва двигателя ракеты погибло 8 военнослужащих.

### Ротация личного состава  и расформирование соединения
В связи с высокой нагрузкой на личный состав, постоянно задействованный в боевых дежурствах, требовавших повышенного физического и морального напряжения, руководство ВС СССР принимает решение о необходимости замены личного состава 18-й озрд.
Первая ротация личного состава была произведена в марте 1971 года.
Вторая ротация была произведена в июне 1972 года.
К лету 1972 года политическая ситуация в Египте кардинально изменилась. 6 июля 1972 года президент Египта Анвар Садат объявил что государство отказывается от помощи советских военных советников и специалистов. 8 июля послу СССР в Египте была передана нота о необходимости вывода советских войск и военных специалистов из Египта к 17 июля 1972 года. К 16 июля 1972 года пределы Египта покинули все советские войска за исключением 8-го отдельного зенитно-ракетного дивизиона прикрывавшего стратегически важную Асуанскую плотину. Данное формирование находилось в Египте ещё на протяжении года.

## Командиры дивизии
Командирами 18-й озрд (28-й озрд) в разные периоды были:
- Смирнов, Алексей Григорьевич - январь 1970 - март 1971
- Бошняк, Юрий Михайлович - март 1971 - июнь 1972
- Рытов, Николай Иванович - июнь 1972 - август 1972

## Награды
По итогам боёв 166 военнослужащих 18-й озрд были удостоены государственных наград.

Два командира зенитных ракетных дивизионов были удостоены звания Герой Советского Союза:
- Кутынцев Николай Михайлович. Сайт «Герои страны».
- Попов Константин Ильич. Сайт «Герои страны».